# سارگیس تارزیان
سارگیس تارزیان ( انگلیسی: Sarkes Tarzian؛ ۵ اکتبر ۱۹۰۰ – ۷ اکتبر ۱۹۸۷) مهندس، مخترع و broadcaster ارمنی‌تبار اهل ایالات متحده آمریکا بود.

## زندگی‌نامه
وی در ۵ اکتبر ۱۹۰۰ در الازیغ به دنیا آمد و در سال ۱۹۰۷ به همراه خانواده‌اش به فیلادلفیا، ایالت پنسیلوانیا نقل مکان نمود. وی از دانشگاه پنسیلوانیا فارغ‌التحصیل گشت.  وی در ۷ اکتبر ۱۹۸۷ در سن ۸۷ سالگی در فیلادلفیا درگذشت